# François-Nicolas Mégret d'Étigny
Pour les autres membres de la famille, voir Famille Mégret d'Étigny de Sérilly.
François-Nicolas Mégret d’Étigny (1673-1734), fut l'un des nombreux secrétaires du roi, chargé des finances en 1719 et 1720, puis Grand Audiencier de France en 1725, à l'époque de la Régence de Philippe d'Orléans (1715-1723).

## Origines familiales
La famille de François-Nicolas Mégret appartient à la noblesse de robe implantée jusque vers la fin du XVIIe siècle parmi la haute bourgeoisie de Saint-Quentin dans l'Aisne. Son père Nicolas Mégret était procureur à Saint-Quentin.
La famille s'installe à Paris dès le début du XVIIIe siècle.

## Biographie
François-Nicolas Mégret d’Étigny commence sa carrière comme receveur des tailles de Soissons, chargé de collecter l'impôt pour le roi dans le cadre de la ferme générale.
Il bâtit une fortune en spéculant sur le blé pendant la guerre de Succession d'Espagne, par le biais des commissions normalement versées aux fournisseurs de l'armée en temps de guerre, sous forme d'un écu par sac de blé.
Il utilise ensuite cette fortune pour acheter la charge de receveur général des finances à Clermont(-Ferrand) (Auvergne) en 1714 ; puis en 1719 il achète l'ensemble de ses offices d'Auvergne à Jean Romanet fermier général. La même année il est nommé secrétaire du roi, chargé des finances. Il devient Grand Audiencier de France en 1725.
Il achète les seigneuries d’Étigny et de Sérilly (maintenant sur la commune d'Étigny) en Bourgogne, sur les rives de l'Yonne, en 1718, et celles de Passy dans l'Yonne en 1719. Des terres volontairement acquise puisque situées à proximité de la Terre et Seigneurie du Château de Chaumot, propriété de son homologue et ami Paul Delpech de Chaumot, également receveur général des Finances d'Auvergne de 1712 à 1751.
L'hôtel qu'il fait construire à Paris, au 106 rue Vieille-du-Temple dans le quartier du Marais, porte son nom et a été classé monument historique en 1961.
Père de six enfants, il a épousé le 27 février 1701 à Noyon Marguerite de Beaucousin et fondé une famille qui constitue ensuite une dynastie de grands commis d’État :
- Son fils aîné, Jean-Nicolas Mégret, seigneur de Sérilly, est d’abord avocat du roi au Châtelet, puis avocat général à la cour des Aides, maître des requêtes[2] en 1722, intendant du commerce en 1733, intendant d’Auch en 1739-1742, intendant de Franche-Comté et enfin intendant d’Alsace en 1750. Il épouse la fille aînée de Guillaume François Joly de Fleury, procureur général au Parlement de Paris. Il meurt brutalement en pleine ascension à Paris le 15 octobre 1752[7], lorsqu’il a pris le chemin menant au poste de contrôleur général des finances.
- Une de ses filles épouse en 1720 l'un des frères Paris, le célèbre financier parisien Jean Paris de Monmartel[2]
- Une autre fille, Marguerite-Élisabeth Mégret d’Etigny, épouse en 1735 Charles-Théophile de Besiade, marquis d’Avaray, baron de Lussay, de Courbouzon, de La Brosse-Montmort[8].
- Son fils cadet Antoine Mégret d'Étigny (1720-1767) est intendant de la généralité de Gascogne, Béarn et Navarre et particulièrement connu pour son administration d'Auch et de Pau[9], et pour avoir relancé les thermes de Luchon. Le fils aîné d'Antoine, Antoine Jean-François Mégret de Sérilly, sera trésorier général de l'extraordinaire des Guerres[9] et mourra guillotiné en 1794 en même temps que son fils cadet Antoine Jean-Marie Mégret d'Étigny.

## Sources
- Germain Martin, « Congrès des sociétés savantes de 1908 : Les famines de 1693 et 1709 et la spéculation sur les blés », Bulletin du Comité des travaux historiques et scientifiques. Section des sciences économiques et sociales, Paris, Ernest Leroux,‎ 1908, p. 150-172 (lire en ligne).

- Denise Ozanam, Claude Baudard de Sainte-James : Trésorier général de la Marine et brasseur d'affaires (1738-1787), Genève, Librairie Droz, 1969, 215 p. (lire en ligne)

- Maurice Bordes, D'Étigny et l'administration de l'intendance d'Auch, 1751-1767, F. Cocharaux, 1957.